# Maladie aléoutienne
 Mise en garde médicale
La maladie aléoutienne est une affection qui cause des fausses couches et la mort des mustélidés. Il est causé par les virus ADV (pour Aleutian Disease Virus), un parvovirus hautement contagieux, du type Amdoparvovirus. Le virus affecte tous les mustélidés : visons, furets, loutres, putois, martes (...) et au-delà les renards et ratons laveurs

## Historique
La maladie aléoutienne a été reconnue pour la première fois dans un élevage de vison en 1956. 
Elle fut d'abord perçue comme une dégénérescence génétique affectant les animaux au pelage de couleur aléoute (un gris métallisé), mais il apparut ensuite que tous les visons étaient sensibles à cette maladie, mais que les visons de couleur aléoute en mourraient plus fréquemment.
Il existe plusieurs variantes de la maladie, plus ou moins virulentes ou contagieuses, et il semble que la maladie se soit souvent répandue des élevages vers le milieu naturel.

## Prévalence
La maladie semble de par le monde de plus en plus présente dans les élevages. Ceci qui a été récemment confirmé par une méta-analyse récente sur la séroprévalence de la DMLA dans les élevages chinois (travail basé sur 45 études fondées sur des échantillons prélevés de 1981 à 2017. Cette séroprévalence varie selon les régions (l'Est et le Nord-Est de la Chine sont les plus touchés). Et elle a effectivement augmenté durant les 36 dernières années (passant de 48% des individus en 1981–2009 ayant eu un contact avec le virus, à 61,4% en 2010-2017).

### En France
Le vison européen (Mustela lutreola) faisant dans ce pays face à un déclin rapide, un plan d'action national de conservation lui a été consacré. Il inclut un volet de recherche scientifique visant à identifier les causes de ce déclin. 
Le rôle éventuel du parvovirus de la maladie des Aléoutiennes (ADV) a été abordé via une enquête coépidémiologique, basée sur des analyses sérologique (faites de mars 1996 à mars 2002 sur 420 individus en liberté de six espèces de petits carnivores répartis dans huit départements du sud-ouest de la France). 
 Constat : 17 des 75 visons d'Amérique (Mustela vison) et 12 des 99 visons européens présentaient des anticorps contre ce virus (montrant un contact antérieur ou en cours avec la maladie), de même pour 16 des 145 putois (Mustela putorius), 4 des 17 martres d'Amérique (Martes foina), l'une des 16 martres des pins (Martes martes) et trois des 68 genettes communes (Genetta genetta). En outre, la prévalence semble aussi augmenter chez les mustélidés (Mustela sp.) sympatriques du vison d'Amérique. 
Le vison semble donc présenter une séroprévalence « significativement plus élevée » que les autres petits carnivores, et ce y compris sur tout le territoire où le vison d'Europe persiste encore. Les auteurs appellent à des travaux complémentaires, mais estiment qu'il existe des preuves que le virus de la maladie aléoutiennes dans la nature, aux niveaux trouvés en France par ce travail, a des effets négatifs sur la conservation du vison d'Europe

## Transmission
L'ADV est hautement contagieux. Il se transmet par les fluides et sécrétions des animaux, in utero ou par contact direct ou indirect avec des animaux infectés.
L'ADV est très résistant, comme tous les parvovirus, et peut survivre deux ans à l'air libre. Il faut donc éviter qu'un animal visite des lieux fréquentés par un individu infecté.

## Symptômes
L'infection est souvent fatale au vison, mais chez les furets, elle peut rester totalement asymptomatique jusqu'à ce qu'une blessure ou le stress précipite l'apparition des symptômes, sans doute, au moins en partie car les souches qui affectent le furet semblent « biologiquement différentes » de celles qui affectent les visons. 
Plus que l'infection, c'est la réponse immunitaire qui va affaiblir l'animal.
Les symptômes sont la perte de poids, la léthargie, l'anémie, la perte de mobilité des pattes arrière, ainsi que des pertes de sang orales et gastro-intestinales. Les femelles auront moins de petits et ceux-ci survivront plus difficilement.
Une fois les symptômes déclarés, la maladie progresse rapidement et la mort survient après quelques mois.

## Tests et traitements
Il n'existe pas de traitement à l'heure actuelle. 
Une fois les symptômes déclarés, il est recommandé d'effectuer un test d'immunoprécipitation ou d'immunofluorescence (le premier étant plus rapide et moins cher, mais moins sensible). Des méthodes modernes comme la RCP sont performantes. Un animal infecté doit être isolé pour contenir la maladie, et les objets avec lesquels il est entré en contact lavés avec une solution d'eau de Javel à 10%.